# Chrysochlamys grandifolia
Chrysochlamys grandifolia är en tvåhjärtbladig växtart som först beskrevs av Louis Otho Otto Williams, och fick sitt nu gällande namn av B. E. Hammel. Chrysochlamys grandifolia ingår i släktet Chrysochlamys och familjen Clusiaceae. Inga underarter finns listade i Catalogue of Life.